# Orso Maschio
Parua-khuma, o Parua-ocoom, noto come Bull Bear o He Bear (in italiano Orso Maschio) (1820 – 1874) è stato un condottiero nativo americano di etnia Kwahadi Comanche, all’incirca coetaneo di Peta-nocona (Viaggiatore solitario, Vagabondo Solitario, in inglese Lone Wanderer).

## Gioventù e ascesa
Le notizie circa la gioventù di Parua-ocoom sono alquanto scarse; archetipo del capo guerriero Comanche, in gioventù, durante l’adolescenza, fu prigioniero per un certo tempo dei Messicani, per i quali dimostrò sempre un odio profondo; era famoso, altresì, per la predilezione per i combattimenti all'arma bianca e per l’abitudine di battersi contro gli orsi armato del solo coltello.
Nel 1843-1844 Poehbits-quasho (Casacca-di-Ferro, in inglese Iron Jacket), come altri capi di guerra delle divisioni Comanche settentrionali, condusse ripetutamente scorrerie sia nel Texas sia lungo il Santa Fè Trail, partecipando verosimilmente anche alle ostilità coi Pawnee, e i giovani capi di guerra come Peta-nocona, figlio del bellicoso e leggendario capo principale degli Kwahadi, e Parua-ocoom lo ebbero come modello. Nell'estate 1852, probabilmente, gli Kwahadi Comanche, impegnati nelle abituali spedizioni nel Messico, consolidato uso di Pohebits-quasho e dei suoi giovani capi guerrieri, come Peta-nocona e Parua-ocoom, non parteciparono alla grande spedizione contro i Pawnee effettuata, invece, dai Kotsoteka, Nokoni e Yamparika.
Nel corso del 1857 gli Kwahadi di Poehbits-quasho, Peta-nocona (che stabilì il proprio villaggio vicino a quello del padre), Parua-ocoom e Kobay-oburra (Cavallo Selvaggio, Wild Horse), come i Nokoni e i Kotsoteka, effettuarono parecchie scorrerie nel Texas, colpendo soprattutto le contee di Palo Pinto ed Erath, ma anche gli insediamenti lungo il Colorado River; John R. Baylor, agente indiano e futuro Governatore militare confederato, si fece promotore di una nuova campagna propagandistica per l'eliminazione o la deportazione dal Texas degli Indiani e il Governatore E. M. Pease organizzò compagnie di Texas Rangers con istruzioni di uccidere gli Indiani fuori dalle riserve, e i Comanche si confrontarono con loro ripetutamente: in particolare, all'inizio della primavera Pohebits-quasho condusse una scorreria nel Texas (verosimilmente insieme a Peta-nocona con i suoi guerrieri), assalendo il posto della Butterfield Overland a Johnson Station (fine marzo), uccidendo il bestiame e ferendo due addetti; Parua-ocoom era fra i capi attivi nelle spedizioni contro il territorio texano, accampati a nord delle Wichita Mountains. Dopo l’uccisione in battaglia di Poehbits-quasho, avvenuta il 12 maggio 1858 presso il Little Robe Creek, nelle Antelope Hills, il figlio Peta-nocona e Parua-ocoom furono i suoi principali eredi nel condurre la guerra contro gli invasori. 
I Comanche, radunati le donne e i bambini vicino all'agenzia sull'Arkansas, si scatenarono, al comando dell'inferocito Peta-nocona (succeduto al defunto Pohebits-quasho come capo supremo degli Kwahadi, diventando Parua-ocoom il secondo capo), sostenuti dai Penateka liberi al comando di Pocheha-quehip (Gobba-di-Bisonte) e dai Nokoni e Kotsoteka,  in una serie di incursioni contro gli insediamenti bianchi dal Red River a Corpus Christi, distruggendo completamente un insediamento di coloni tedeschi a 25 miglia da Fredericksburg, mentre i cittadini di Kerrville dovettero organizzare in proprio una compagnia di rangers.
Dichiarata la secessione degli Stati Confederati nel febbraio 1861, i "Sudisti" cercarono di accaparrarsi le simpatie degli Indiani del sud-ovest, e nell'agosto il Commissario per gli Affari Indiani del Governo Confederato, brig. gen. Albert Pike, si recò a Fort Cobb, incontrando i delegati dei Comanche (capeggiati da Parua-wasamen, Kiyou, Tosawi e Asa-havey) e di altre nazioni (ma non quelli dei Kiowa, che rifiutarono di partecipare al concilio, intendendo continuare i loro attacchi nel Texas, e rimasero sordi anche alle sollecitazioni di Pocheha-quehip, minacciando anzi di attaccare la riserva e le tribù ivi confinate); Pike stipulò coi Comanche due trattati: il primo (12 agosto) con i Penateka della riserva e il secondo (13 agosto) con gli Yamparika, i Kotsoteka, i Nokoni, rappresentati da Quena-evah e Kiyou (alias Tirhaya-quehip o Tʉhʉyakwahipʉ), nell'occasione i superstiti Tanima / Tenawa (ormai aggregati ai Nokoni); gli Kwahadi, però, guidati da Peta-nocona, ormai implacabile quanto disperato dopo l’uccisione del padre e la cattura, nel dicembre 1860 presso il Pease River, della moglie Naduah e della figlia Topsannah, da Parua-ocoom, Kobay-oburra e, forse, Papi-wihtama, si mantenevano ostili a tutti i bianchi; nell'autunno il Congresso confederato stanziò 64.862 dollari per far fronte agli obblighi contratti verso i Comanche, ma soltanto una parte dei Penateka si presentò all'agenzia.

## Capo supremo
Probabilmente nel corso del 1864 anche Peta-nocona, ferito in battaglia combattendo contro gli Apache, morì per l'infezione della ferita e Parua-ocoom gli succedette come capo principale degli Kwahadi, con Kobay-oburra come secondo in comando, mentre i figli di Peta-nocona, Quanah e Pecos, si trasferirono per qualche anno presso i Nokoni, popolo del nonno, Tabby-nocca, padre adottivo della madre, sotto l’egida del capo Nokoni Kiyou. 
Nello stesso 1864 Kit Carson intraprese una campagna contro i Comanche e i Kiowa ostili: il 3 novembre Carson partì da Cimarron (New Mexico) con cinque compagnie di cavalleria e due compagnie di fanteria (per un totale di 321 militari di truppa e 14 ufficiali), equipaggiate con due obici da montagna da 12 libbre, e circa 100 scouts Indiani (72 Ute e una trentina di Jicarilla Apache), muovendo verso il Canadian River con una faticosa e inusuale marcia nella neve; le truppe di Carson trovarono i Comanche e i Kiowa accampati ad Adobe Walls, e attaccarono investendo per primo l'attendamento dei Kiowa di Dohasan (Piccola Montagna, in inglese ‘Little Mountain), di cui distrussero 176 tepee e tutte le provviste invernali, uccidendo circa 60 Indiani e ferendone circa 150 (o, secondo i calendari Kiowa - assertori di ben diversa contabilità - uccidendone cinque, tra i quali una donna e un vecchio, e ferendone alcuni altri), ma furono costretti a una veloce ritirata, sotto la protezione della batteria da montagna affidata al ten. George H. Pettis, dall'intervento di alcune centinaia di Comanche (verosimilmente condotti dallo stesso Parua-ocoom), trovandosi di fronte, secondo una ricostruzione probabilmente alquanto esagerata, circa 1.000 guerrieri (ma, comunque, non meno di qualche centinaio); un solo guerriero Comanche sarebbe stato ucciso, Kuhtsu-ekavit, figlio di Parua-wasamen (24-27 novembre 1864).
Nell'agosto 1865, il col. Jesse H. Leavenworth si incontrò con i capi Kiowa e Comanche allo sbocco del Little Arkansas, ma nell'ottobre gli Kwahadi, guidati dagli irriducibili Parua-ocoom e Kobay-oburra, non parteciparono al concilio né furono rappresentati in alcun modo.
Nell'autunno 1867 il capo Kiowa Tsen-tainte (White Horse) guidò una spedizione di guerra, composta da Kiowa e Comanche, contro i Navajo e li sconfisse sul Pecos (e un Navajo fu ucciso sull'alto corso del South Canadian River), poi i guerrieri tornarono ai loro villaggi in tempo per il raduno al concilio di Medicine Lodge: gli Kwahadi, invece, verosimilmente guidati da Parua-ocoom, Kobay-oburra, Kobay-otoho e Papi-wihtama, proseguirono la spedizione contro gli Ute, o forse ne intrapresero un'altra contro i Navajo, e pochi Kwahadi raggiunsero il Medicine Lodge Creek.
Il trattato di Medicine Lodge fu firmato il 21 ottobre 1867 da 10 capi Comanche, fra i quali Parua-wasamen, Kiyou, Tosawi (ma, apparentemente, non Asa-havey), 10 capi Kiowa, fra i quali Satank (Orso Seduto, in inglese Sitting Bear), Satanta (Orso Bianco, White Bear), Manyi-ten (Cuore-di-donna, Woman’s Heart), Set-imkia (Orso Barcollante, Stumbling Bear) e Tene-angopte (Uccello Scalciante, Kicking Bird), ma non Guipago (Lupo Solitario, Lone Wolf), Zepko-ete (Grande Arco, Big Bow) e Tsen-tainte (Cavallo Bianco, White Horse), e da sei Kataka fra i quali Mahvippah (Wolf Sleeve) e Kouzhontaco (Poor Bear); Parua-ocoom, e con lui Kobay-oburra, Kobay-otoho (Cavallo Nero, Black Horse) e - più attivo di tutti – Quanah (Fragranza, Smelling), e il Kotsoteka Mow-way (Irrompente-nel-mezzo, Pushing-in-the-Middle o anche Colui-che-stringe-la-mano, Shaking Hand), nonché il Nokoni Piaru-ekaruhkapu (Grosso Pezzo-di-Carne-Rossa, Big Red Meat o Big Red Food) e gli Yamparika Tabananika (Suono-dell’Alba, Sound-of-the-Sunrise) e Isa-rosavit (Lupo Bianco, White Wolf), che rifiutarono di partecipare alle trattative, impegnandosi piuttosto nel tentativo di indurre gli altri Comanche ad abbandonarle.
La riserva istituita presso Fort Cobb funzionò subito molto male, e, fin dalla primavera 1868, molti Comanche la abbandonarono per trasferirsi nella valle dell'Arkansas o negli Staked Plains, dominio ancora incontrastato dei liberi Kwahadi di Parua-ocoom, Kobay-oburra e Kobay-otoho; forse guidati dallo stesso Parua-ocoom, gli Kwahadi parteciparono insieme ai Kiowa a una lunga incursione nel Chihuahua, poi, al comando di Nakineuh-parua (Bear's Ears), razziarono la zona di Gainesville impadronendosi di un notevole numero di cavalli, ma furono intercettati lungo la via del ritorno da un distaccamento militare proveniente da Fort Richardson: nello scontro Nakineuh-parua fu ucciso e Quanah (ormai riunitosi agli Kwahadi dopo la permanenza fra i Nokoni) assunse il comando, respingendo i militari senza subire altre perdite.
Nel novembre 1868 gli Kwahadi di Parua-ocoom, Kobay-oburra, Kobay-otoho e degli emergenti Isa-tai (allora chiamato Quenah-tosavit / Kwihnai-tosabitʉ, White Eagle) e Quanah furono raggiunti negli Staked Plains dai Kotsoteka di Mow-way mentre i Nokoni - sia la banda di Piaru-ekaruhkapu sia quella di Kiyou e Tahka (Arrowpoint) - si erano accampati vicino all'estremità occidentale degli Wichita Mountains, nella zona di Soldier Spring, dove i Nokoni sarebbero stati assaliti dai militari il 24 dicembre, neppure un mese dopo il massacro di Washita.
L'agente Lawrie Tatum, però, voleva che anche gli Kwahadi e i Kotsoteka fossero costretti ad andare nella riserva, e nell'ottobre il col. Ranald McKenzie guidò una spedizione da Camp Cooper, nei pressi di Fort Griffin, risalendo il Freshwater Fork del Brazos fino a Blanco Canyon, contro le bande di Parua-ocoom, Kobay-oburra, Kobay-otoho e Quanah (figlio di Peta-nocona e nipote di Poehbits-quasho, e ormai divenuto un giovane e apprezzato capo di guerra), accampate sul White River; nella notte 9-10 ottobre, Quanah assalì il campo di McKenzie, disperdendo i cavalli e rubandone circa 70, dopo di che, fattosi giorno, una pattuglia al comando del cap. E. M. Heyl e del ten. R. G. Carter si separò dal grosso per andare a recuperare i cavalli e finì quasi in mezzo agli Kwahadi, i quali, al comando di Parua-ocoom, Kobay-oburra, Kobay-otoho e Quanah si prepararono alla carica: soltanto l'ordinata difesa attuata dalla pattuglia fino all'arrivo dei rinforzi (gli scouts Tonkawa al comando del ten. Peter M. Boehm) consentì di limitare le perdite a un solo soldato; i capi Kwahadi, dato scacco alle truppe, condussero la loro gente negli Staked Plains, dove i soldati non poterono seguirla.

## Il confino nella riserva
Nel settembre 1872 il col. McKenzie, nel quadro di una vasta operazione condotta dall'esercito negli Staked Plains contro gli Kwahadi di Parua-ocoom, Kobay-oburra, Kobay-otoho, Quenah-tosavit / Isa-tai e Quanah, e i Kotsoteka di Mow-way, lasciò Fort Richardson alla testa di cinque compagnie del 4º Cavalleria (per un totale di 215 uomini di truppa e sette ufficiali) e un reparto di scouts Tonkawa, nonché un gruppo di collaborazionisti "Hanitaibo" Penateka, e, avvistato l'accampamento di Mow-way sul McClellan Creek (affidato a Kaiwotche / Kahwohtseep = Otter Belt e Patchokonaiky / Patsokoneky = Beaver) il 28 settembre (o 24 settembre), lo attaccò, uccidendo 23 Kotsoteka (tra i quali Kaiwotche), catturando 120 o 130 donne e bambini e impossessandosi di più di 1.000 cavalli, al prezzo di tre morti e sette feriti fra i soldati; i guerrieri sfuggiti all'attacco si riunirono a quelli di Parua-ocoom, Kobay-oburra e Quanah, accampati nei pressi, e alcune centinaia di Comanche (Kwahadi, Kotsoteka e probabilmente Nokoni) assalirono i militari, accampatisi sul fiume, il 29 settembre (o 25 settembre), riuscendo a riprendersi i cavalli (e anche un certo numero di cavalli dell'Esercito), ma non a liberare le loro donne e i bambini; avendo McKenzie condotto i prigionieri (non essendo trasportabili alcuni feriti gravi, furono portati via 124 prigionieri, ma un uomo e sette fra donne e bambini morirono durante la marcia) a Fort Sill e poi a Fort Concho, e a seguito di un'opera di mediazione attuata da Kiyou e, forse, da Tosawi, nell'ottobre Mow-way e Parua-ocoom, ma non Quanah, si presentarono a Fort Sill con le loro bande, dichiarandosi disposti a restare nella riserva in cambio del ricongiungimento alle loro famiglie: Tatum ottenne la liberazione di alcuni prigionieri dei Comanche (prevalentemente Messicani) in cambio della restituzione agli Kwahadi di quattro donne (una delle quali, peraltro, morì durante il viaggio da Fort Concho), impegnandosi a intercedere presso McKenzie per la restituzione dei bambini e delle altre donne che, in verità, gli furono restituite soltanto parecchi mesi più tardi; nel dicembre i Comanche restituirono anche gran parte del bestiame rubato dal Kotsoteka Tenawerka a Fort Sill; Parua-ocoom, non ritenendosi idoneo a comandare gli Kwahadi durante il confinamento nella riserva, delegò il comando a Kobay-oburra e, in subordine, a Tomichicut (Black Mustache), mentre la maggioranza degli Kwahadi rimase nelle terre libere, e il prestigio di Quanah aumentò considerevolmente. Nell'inverno 1872-1873 i Nokoni di Kiyou e gli Yamparika di Howea, Cheeva (He Goat) e Quirts-quip (Chewing Elk) si accamparono sul Chandler Creek, a nord di Fort Sill, mentre gli Kwahadi di Parua-ocoom si accamparono a sud dell'agenzia, nei pressi dell'attuale Lawton, restando in ansiosa attesa delle loro donne e dei loro bambini, la cui restituzione era di volta in volta rinviata suscitando la delusione e la rabbia dei guerrieri.
Giunti anche Cheyenne e Arapaho meridionali, portando notizia di nuovi crimini dei cacciatori di bisonti, circa 700 (o, più verosimilmente, circa 300) guerrieri (comprendendosi eventualmente nei 700 anche i molti non combattenti) Comanche, Kiowa (forse meno di una decina) e Cheyenne, guidati da Quanah, Isa-tai, Kobay-oburra, Mow-way, Piaru-ekaruhkapu, Tabananika, Isa-rosavit, Kobay-otoho, Isa-habit, Tuwikaa-tiesuat, Isa-nanica, Guipago, Satanta e T'sen-tainte, (mentre Parua-ocoom, malato di polmonite, non prese parte alla spedizione) lasciarono l'Elk Creek, dirigendosi su Adobe Walls, spronati dagli esaltati proclami e dalle promesse di invulnerabilità di Isa-tai; il 27 giugno 1874 essi attaccarono il posto, ma furono respinti dai 28 cacciatori (tra cui Billy Dixon e Bat Masterson), armati di potenti e precisi fucili Sharp da caccia al bisonte aventi portata fino a 2 km., colà asserragliatisi dopo essere stati avvertiti dell'imminenza e della data dell'attacco da Amos Chapman (uno scout meticcio sposato con una donna Cheyenne), forse a seguito di un'informazione passatagli da Asa-havey o Asa-toyehteh, il 18 giugno; tre hidemen furono uccisi, ma gli Indiani pagarono un prezzo molto alto (da nove a 15 guerrieri uccisi, compreso un fratello di Isa-rosavit, oppure almeno 30 secondo un diverso conto basato sulle "tombe indiane" intorno al teatro della battaglia, o 115 morti secondo una successiva e verosimilmente poco attendibile testimonianza del capo Cheyenne Hevovitastamiusts (Old Whirlwind), o circa 70 guerrieri, fra morti e feriti, fra i quali ultimi lo stesso Quanah); il 28 giugno un altro guerriero fu colpito a distanza (1.538 yarde) da Masterson, che aveva avvistato Quanah e un gruppo di circa 20 Indiani; durante la battaglia Parua-ocoom morì e Quanah, pur molto più giovane dei già famosi capi Kobay-oburra e Kobay-otoho (già rispettivamente secondo e terzo in comando dopo Parua-ocoom, e assurti ciascuno alla dignità superiore), divenne il principale capo di guerra degli Kwahadi.